# Volkskammerwahl 1976
- SED: 127
- FDGB: 68
- DBD: 52
- FDJ: 40
- DFD: 35
- KB: 22
- NDPD: 52
- LDPD: 52
- CDU: 52

- SED: 270
- Parteilos: 18
- DBD: 52
- NDPD: 54
- LDPD: 53
- CDU: 53

Die Wahl zur Volkskammer der DDR 1976 war die Wahl zur 7. Volkskammer der DDR und fand am 17. Oktober 1976 statt. Sie war eine Scheinwahl. Es konnte lediglich über die Einheitsliste der Nationalen Front abgestimmt werden. Die Wahl hatte auf die Stärke der Fraktionen keinen Einfluss. Deren Größe wurde im Voraus festgelegt. Das Wahlrecht der DDR erlaubte auf dem Papier die öffentliche Kontrolle der Wahlauszählung. In der Praxis fand dies aus Angst vor Repressionen nicht statt.
Aufgrund des Viermächte-Status der Stadt Berlin wurden die 66 Abgeordneten von Ost-Berlin indirekt durch den Magistrat von Ost-Berlin bestimmt.

## Wahlergebnis
Die Wahlbeteiligung lag nach offiziellen Angaben mit 11.262.946 abgegebenen Stimmen bei 11.425.194 registrierten Wählern bei 98,58 %. 2616 Stimmen wurden als ungültig gewertet. Damit wurden 99,86 % Zustimmung (11.245.023 Stimmen) zum Wahlvorschlag der Nationalen Front gezählt, 17923 Personen oder 0,14 % hatten demnach gegen ihn gestimmt.
| Partei/Gruppe | Partei/Gruppe                               | Akronym | Sitze |
| ------------- | ------------------------------------------- | ------- | ----- |
|               | Sozialistische Einheitspartei Deutschlands  | SED     | 127   |
|               | Freier Deutscher Gewerkschaftsbund          | FDGB    | 68    |
|               | Christlich-Demokratische Union Deutschlands | CDU     | 52    |
|               | Liberal-Demokratische Partei Deutschlands   | LDPD    | 52    |
|               | Demokratische Bauernpartei Deutschlands     | DBD     | 52    |
|               | National-Demokratische Partei Deutschlands  | NDPD    | 52    |
|               | Freie Deutsche Jugend                       | FDJ     | 40    |
|               | Demokratischer Frauenbund Deutschlands      | DFD     | 35    |
|               | Kulturbund                                  | KB      | 22    |